# 中国大同党
中国大同党是中华民国的政党，由萧振瀛、王槍猷等人在重庆成立。1946年5月在上海召开全国代表大会。中国大同党在南京设有办事处，重慶設有西南總分部。該黨吸收江蘇幫會份子甚多，重要幹部以青紅幫佔最多數。1947年5月蕭振瀛去世後，大同黨便漸趨沉寂。